# El Ristorantino de Arnoldo
El Ristorantino de Arnoldo fue una serie infantil de televisión creada por Diego Topa para Disney+  y Disney Junior (Latinoamérica), que fue estrenada el 29 de enero de 2021. Es un spin-off del programa Junior Express que se centra en el cocinero Arnoldo y su ayudante Francis, quienes abren un pequeño restaurante en Bahía Bonita,Sin embargo, los malvados hermanos Malú y Keno Malvatti instalaron su food truck, dotado con la tecnología más avanzada en una pequeña camioneta, frente a la puerta del restaurante, por tanto se arma una mutua competencia entre ambos locales, pero los hermanos Malvatti son los que quieren espantar a los clientes del ristorantino creando planes malvados y crueles para poder dejar mal a Arnoldo. El cocinero Arnoldo sigue el legado de su nona, (abuela), a la cual le tiene mucho aprecio, debido a que ella le enseñó a cocinar desde que era muy pequeño.
La serie ocurre en un pueblo frente a la playa, llamado Bahía Bonita. Este lugar es muy amplio y encantador, en donde hay varias casas que lo habitan. No se especifica el país, pero es una isla que nocturnamente es alumbrada por un faro. 
La primera temporada consta de 18 episodios de 24 minutos de duración cada uno.

## Personajes
Arnoldo es el cocinero del ristorantino: es egoísta y le gusta que las cosas salgan a la perfección
Francis es el camarero del ristorantino: es amable y divertido, le gusta que todos estén felices.
Alina es la recepcionista del ristorantino: es muy alegre y optimista, le gusta cantar y bailar.
Fiore es la sobrina de Arnoldo: no tiene un rol específico, pero acompaña a su tío en el local.
Margarita es la proveedora del ristorantino: consigue las frutas y fue la vieja amiga de la nona.
Keno es el villano del foodtruck: es bastante divertido y sigue los planes malvados de su hermana Malú
Malú es la villana del foodtruck: hermana de Keno, mandona y malvada, ella hace los inventos para destruir al ristorantino.

## Episodios
1. La inauguración: Se inaugura el Ristorantino, y el local recibe sus primeros clientes.
2. La Malúracha: Malú crea una cucaracha robot para espantar a los clientes de Arnoldo.
3. La feria del limón: Una feria anual se lleva a cabo en Bahía Bonita, en donde hay juegos para el pueblo y Francis representa al ristorantino en el torneo.
4. Palillos: Un cliente llega de China, pero Arnoldo se comporta como un testarudo, debido a que él cocinero no respeta las costumbres del asiático.
5. Yo no fui: Fiore arma un gran lio cuando toma el control del ristorantino mientras Arnoldo se ausenta.
6. La cuchara de Arnoldo: Fiore pierde la cuchara de la abuela de Arnoldo y los trabajadores del ristorantino intentan buscarla sin que el chef se de cuenta.
7. Concurso de video: El Ristorantino participa en un concurso del mejor video de Bahía Bonita. 
8. Una visita especial: Capítulo emotivo en donde el Capitán Topa se reencuentra con sus viejos amigos Francis y Arnoldo en Bahía Bonita.
9. Pirata Bostezo: Arnoldo se asusta tras haber escuchado la leyenda del Pirata Bostezo, en la cual decía que un pirata se adueñaba de Bahía Bonita.
10. Fruta del corazón: María ofende a Margarita y entre ellas hay una discusión, mientras Francis, Alina y Fiore tratan de amigarlas.
11. Pícnic de Margarita: La puerta del ristorantino es bloqueada, por lo cual el local recibe a sus clientes en la calle.
12. La Malúrobot: Malú crea un robot que cambia la temperatura del ambiente y con eso hace que haya más calor en el Ristorantino.
13. Malvatti versus Malvatti: Los hermanos Keno y Malú se enfrentan para ver quien es el primero que consigue una flor muy codiciada de Arnoldo.
14. Nuevo camarero: Keno, dizfrazado de camarero, le tiende trampas a Francis para hacerlo quedar mal en el festival del marinero.
15. Galletas de Margarita: Durante una madrugada tormentosa, el equipo del ristorantino cree que hay un ladrón en el local.
16. El arqueólogo: Una curiosa arqueóloga va al Ristorantino tras un largo trajín de expedición.
17. Menú de Arnoldo: Arnoldo inaugura su menú en el Ristorantino y recibe una peculiar visita.
18. La Princesa:    Malú, disfrazada de princesa visita el ristorantino para hacer truculentos planes: insulta y ofende a Francis, Alina y Fiore, pero el cocinero Arnoldo no toma atención a los comentarios de su equipo, por tanto el camarero, la recepcionista y la sobrina del chef deciden renunciar. Es allí donde Arnoldo conoce una gran lección.

## Reparto
- Diego Topa como Arnoldo
- Julio Graham como Francis
- Micaela Romano como Alina
- Julia Tozzi como Fiore
- Belén Pasqualini como Malú
- Ignacio Riva Palacio como Keno
- Ana María Cores como Margarita

## Banda sonora
La banda sonora del programa fue lanzada el 29 de enero de 2021 por el sello Walt Disney Records a través de streaming.
Lista de canciones
| N.º | Título                        | Duración |  |
| 1.  | «El Ristorantino»             | 02:12    |  |
| 2.  | «Que bonita es la vida»       | 02:05    |  |
| 3.  | «Rapibocados»                 | 01:41    |  |
| 4.  | «Vengan a comer»              | 02:45    |  |
| 5.  | «A limpiar y ordenar»         | 02:06    |  |
| 6.  | «El team del sabor»           | 02:47    |  |
| 7.  | «Bienviendos al Ristorantino» | 02:05    |  |
| 8.  | «Boogie de la cocina»         | 02:00    |  |
| 9.  | «Bu, buuu»                    | 02:05    |  |
| 10. | «Peki, bum, bum»              | 02:18    |  |
| 11. | «A cocinar»                   | 02:08    |  |
| 12. | «Un dúo genial»               | 02:08    |  |

## Grabación de la serie
La grabación del Ristorantino fue durante los últimos meses del 2019, por lo que la pandemia no afectó la producción de esta serie. Anteriormente, se pensaba que los propios televidentes puedan entrar allí a cantar con los actores. En su mayoría, eran niños, pero este proyecto no se pudo llevar a cabo. El local de filmación es en los Estudios Non Stop, en el barrio de Munro, a 20 kilómetros del Centro de Buenos Aires.